# Tony Bray
Anthony "Abaddon" Bray (nascido em 18 de setembro de 1960) é um baterista inglês, de Newcastle, conhecido por participar da formação original e gravar os álbuns clássicos  da banda Venom.
Também tocou nas bandas Beneath, Dryll, Oberon, e em sua banda solo Abaddon.

## Discografia
no Venom
- Welcome To Hell (1981)
- Black Metal (1982)
- At War With Satan (1984)
- Possessed (1985)
- American Assault EP (1985)
- Canadian Assault EP (1985)
- French Assault EP (1986)
- The Singles 1980-1986 (1986)
- Calm Before the Storm (1987)
- Eine Kleine Nachtmusik [ao vivo] (1987)
- Prime Evil (1989)
- Tear Your Soul Apart EP (1990)
- Temples of Ice (1991)
- The Waste Lands (1992)
- The Book Of Armageddon (Best Of)  (1992)
- Skeletons in the Closet (Best Of) (1993)
- Old, New, Borrowed and Blue (Best Of) (1994)
- Venom ' 96 EP (1996)
- Cast in Stone (1997)

como Abaddon
- I Am Legion - 2000